# Así es (si así os parece)
Así es (si así os parece) - en italiano, Così è (se vi pare) - es una obra de teatro popular del escritor italiano Luigi Pirandello, definida por el mismo como una "farsa filosófica", y realizada en 1917. Como ocurre en la mayor parte de su teatro, el autor desarrolla la obra a partir de un relato. En este caso la comedia está sacada del cuento "La señora Frola y el Señor Ponza", su yerno. La obra trata el tema de la verdad, el contraste entre realidad y apariencia, entre verdadero y falso. Pirandello pone en crisis la idea de una realidad objetiva que pueda interpretarse de modo unívoco mediante los instrumentos de la racionalidad.
El contexto histórico de la obra y la ambientación están magistralmente matizados por el autor. Los hechos transcurren en una pequeña capital de provincia, lo que permite al autor reflejar sus ideas sobre la sociedad pequeño burguesa, a la que ve como una jaula, que impone una vida miserable y frustante.
En cuanto a los personajes, Pirandello los coloca en una situación paradójica para demostrar lo contradictorio de la existencia. Para el autor, el hombre, a pesar de sus esfuerzos, no logra penetrar hasta el final del laberinto de las apariencias, ni conocer lo que está encerrado en las formas de las que es responsable y a la vez prisionero.

## Representaciones destacadas
- Teatro Olimpia, Milán, 18 de junio de 1917. Estreno.

- Teatro Novedades, Barcelona, 1925.[1]
  - Intérpretes: Francisco Morano.

- Guild Theatre, Broadway, Nueva York, 1927.[2]
  - Intérpretes: Edward G. Robinson, Henry Travers, Phyllis Connard, Beryl Mercer, Elizabeth Risdon.

- Lyceum Theatre, Broadway, Nueva York, 1966.
  - Dirección: Stephen Porter.
  - Intérpretes: Sydney Walker, Helen Hayes, Rosemary Harris, Gordon Gould, Donald Moffat

- Teatro María Guerrero, Madrid, 1967.[3]
  - Dirección: José Luis Alonso.
  - Intérpretes: Manuel Dicenta, Julia Trujillo, Luisa Rodrigo, Margarita García Ortega, Alfonso del Real, Ana María Paso, Carmen Martínez Sierra, Félix Navarro, José Segura, Ana María Ventura.

- Teatro Manzoni, Pistoia, 1994.[4]
  - Intérpretes: Alida Valli (Signora Frolla), Sebastiano Lo Monaco (Signor Ponza), Rosalia Carli (Signora Ponza), Massimo Lodolo (Lamberto Laudisi).

- Wyndham's Theatre, West End, Londres, 2003.[5]
  - Intérpretes: Joan Plowright, Liza Tarbuck.

- Michael Schimmel Center for the Arts, Pace University, Nueva York, 2003.[6]
  - Intérpretes: Tony Randall, Brennan Brown, Henry Strozier.

- Teatro Valle-Inclán, Madrid, 2006.[7]
  - Dirección: Miguel Narros.
  - Producción y Escenografía: Andrea D'Odorico.
  - Intérpretes: Julieta Serrano (Señora Frola), Chema León (Señor Ponza), Rosa Vivas (Señora Ponza), Rubén Ochandiano (Laudisi), Juanjo Cucalón (Consejero), Maru Valdivieso (Señora Amalia), Ana Arias (Dina), Paco Blázquez (Criado)